# Frank Wang
Wang Tao (chinesisch 汪滔, Pinyin Wāng Tāo, geb. 1980 in Hangzhou, Zhejiang), vielfach bekannt unter seinem westlichen Namen Frank Wang, ist ein chinesischer Ingenieur und Robotikunternehmer. Er ist der Gründer und CEO des Unternehmens DJI (vollständiger Name: SZ DJI Technology Co., Ltd.), das unbemannte Luftfahrzeuge („Drohnen“) herstellt.

## Leben
Frank Wang wurde 1980 in Hangzhou, China, geboren und wuchs dort auf, wo seine Mutter als Lehrerin und sein Vater als Ingenieur tätig waren. Als er 16 Jahre alt war, kauften ihm seine Eltern für den Preis mehrerer Monatsgehälter einen Modellhelikopter. Frank Wang war einerseits begeistert, auf der anderen Seite aber enttäuscht. Der Helikopter schaffte es nicht, stabil in der Luft zu bleiben und hatte einige Abstürze. So gründete Wang 2006 während seines Studiums an der Hong Kong University of Science and Technology das Robotikunternehmen DJI und wurde schnell führend in diesem Bereich. Er ist der erste und einzige Milliardär der Welt aus dem Bereich der Unbemannten Luftfahrzeuge (URV), wobei sein Unternehmen weltweit die erfolgreiche „Phantom“-Drohne und die berühmte Mavic-Serie u. a. vertreibt und 2017 bereits einen Jahresumsatz von etwa 2,8 Mrd. US-Dollar erzielte. Sein Privatvermögen wird auf etwa 4.8 Milliarden US-Dollar und das Unternehmen 2018 auf etwa 15 Milliarden Dollar geschätzt. Die Drohnen werden überwiegend für zivile Zwecke genutzt, können aber auch militärisch oder polizeilich und in vielen weiteren Bereichen eingesetzt werden.